# Hrușeve, Simferopol
Hrușeve (în ucraineană Грушеве) este un sat în comuna Mîrne din raionul Simferopol, Republica Autonomă Crimeea, Ucraina.

## Demografie
Componența lingvistică a localității Hrușeve
     Rusă (91,11%)
     Ucraineană (6,67%)
     Belarusă (1,11%)
Conform recensământului din 2001, majoritatea populației localității Hrușeve era vorbitoare de rusă (91,11%), existând în minoritate și vorbitori de ucraineană (6,67%) și belarusă (1,11%).